# Кім Син Іль
Кім Син Іль (кор. 김승일, нар. 2 вересня 1945) — північнокорейський футболіст, що грав на позиції нападника за клуб «Моранбонг», а також національну збірну КНДР.

## Клубна кар'єра
На клубному рівні грав за «Моранбонг».

## Виступи за збірну
Протягом 1965–1966 років грав у складі національної збірної КНДР.
Був учасником чемпіонату світу 1966 року в Англії, де виходив на поле у двох перших іграх своєї команди (поразка 0:3 від збірної СРСР і нічия 1:1 з чилійцями). Згодом північнокорейська збірна подолала груповий етап і вибула з боротьби, поступившись збірній Португалії, вже на стадії чвертьфіналів.